# Ibrahima Abé Sylla
Pour les articles homonymes, voir Sylla.
 (janvier 2024).
Ibrahima Abé Sylla né le 1951 à Kindia en république de Guinée, est un homme politique guinéen.
Il est Ministre de l’Énergie, de l’Hydraulique et des Hydrocarbures au sein du gouvernement dirigé par Mohamed Béavogui du  4 novembre 2021 au 20 août 2022,.

## Biographie et études

### Biographie
Ibrahima Abé Sylla né en 1951 dans la préfecture de Kindia, est petit-fils d’Almamy Seny Sylla, le dernier chef de canton de Kindia avant l’indépendance de la Guinée.

### Études
Ibrahima Abé Sylla a fait ses études élémentaires dans sa ville natale (Kindia) avant de rejoindre Conakry pour poursuivre son cursus scolaire au lycée technique de Donka où il obtient son baccalauréat.
En 1968 en Côte d'Ivoire, Ibrahima Abe Sylla va s’inscrire à la faculté des sciences en sciences mathématiques et physique jusqu'à l'obtention de sa licence en 1970. Il rejoint la même année, les États-Unis pour des cours Electrical Engineerings à l’Université de Maryland puis celui de l’Université de Pennsylavanie.

### Parcours professionnel
Ibrahima Abé Sylla a commencé à la compagnie General Electric en qualité d’ingénieur en chef entre 1975 et 1983.
Il a été chercheur en télécommunication au Bells Laboratories (AT&T) à Whippany (New Jersey).
De 1994 à nos jours, Ibrahima Abé Sylla est président fondateur de AIS Engineering en 1994 de droit américain ayant son siège dans l’État de Maryland puis AIS International (AISI), une filiale de AIS Engineering créé en 2002, qui interviennent dans les domaines des télécommunications, mines et énergie à l’échelle internationale.
Président fondateur de plusieurs sociétés de droits guinéens telles que : SODITEV, GANGAN TV et Radio et Balla Mining développement SA.

### Ministre
Avant d'être ministre en Guinée, il a travaillé pour le gouvernement américain en tant que gestionnaire de projets du département de production d’électricité au Ministère de l’énergie, directeur du département, réseau ferroviaire au ministère des Transports et directeur du département d’ingénierie au Ministère des Affaires Étrangères.
Il est nommé par décret le 4 novembre 2021 Ministre de l’Énergie, de l’Hydraulique et des Hydrocarbures, le 20 août 2022, il est remplacé par maitre Aly Seydouba Soumah.

## Parcours politique
Ibrahima Abé Sylla est le président du parti de la Nouvelle génération pour la République (NGR). Il était candidat à l’Élection présidentielle guinéenne de 2010 et sortira en sixième position sur vingt-quatre candidats, avec 3,23 % des voix.
En mars 2020, il est élu député à l’Assemblée nationale jusqu'à la dissolution de l'institution le 5 septembre 2021.
Il est membre du groupe de réflexion des noirs américains pour le développement de l’Afrique.